# 알토 대학교 SC
알토 대학교 SC(핀란드어: Aalto-yliopiston urheiluseura)는 1903년 헬싱키에서 창단된 필란드의 스포츠 클럽이다.
수년 동안 여러 체조, 스키, 스케이트, 축구, 풋살, 농구, 플로어볼, 배구 및 아이스볼 등 여러 스포츠 종목들을 다루었으며, 그 중 축구 부문은 최초로 열린 핀란드 챔피언십 대회에 나가서 1908년에는 은메달을, 다음해인 1909년에는 금메달을 획득했다.